# فرودگاه هیروشیما
فرودگاه هیروشیما (به انگلیسی: Hiroshima Airport) یک فرودگاه همگانی با کد یاتا HIJ است که یک باند فرود آسفالت و بتن دارد و طول باند آن ۳۰۰۰ متر است. این فرودگاه در شهر میهارا، هیروشیما کشور ژاپن قرار دارد .

## شرکت‌های هواپیمایی و مقصدهای پروازی
80% of the airport's domestic traffic is to and from هانه‌دا in Tokyo; the Hiroshima-Haneda route is the fifth-busiest domestic air route in Japan.
| شرکت‌های هواپیمایی                       | مقصدهای پروازی                        |
| --------------------------------------- | ------------------------------------- |
| ایر چاینا                               | پکن، دالیان ژووشویزی                  |
| ایر دو                                  | نیو چیتوز                             |
| Air Seoul                               | اینچئون                               |
| آل نیپون ایرویز                         | ناها، هانه‌دا                          |
| آل نیپون ایرویز اجرا توسط Ibex Airlines | اوساکا، سندای، ناریتا                 |
| چاینا ایرلاینز                          | تائویوان تایوان                       |
| هواپیمایی شرقی چین                      | چنگدو شوانگلیو، شانگهای پودنگ         |
| هنگ کنگ اکسپرس                          | هنگ کنگ                               |
| خطوط هوایی ژاپن                         | نیو چیتوز، هانه‌دا                     |
| سیلک‌ایر                                 | چانگی سنگاپور (آغاز از ۳۰ اکتبر ۲۰۱۷) |
| Spring Airlines Japan                   | ناریتا                                |